# M'boudadjou
M'boudadjou, également connu sous les noms Mémboidjou, Membouadjou ou Boudadjou, est une ville de l'union des Comores, située sur l'île de Grande Comore. En 2012, sa population est estimée à 954 habitants